# Allochrocebus preussi
Macaco-de-preuss (Allochrocebus preussi) é um primata diurno da família Cercopithecidae que habita florestas montanhosas até 2500 m no leste da Nigéria, oeste de Camarões, Bioko e Guiné Equatorial. Já foi classificado como subespécie de Cercopithecus lhoesti.
A dieta é principalmente constituída por frutos, folhas e insetos, embora ocasionalmente pode se alimentar de plantações humanas. É preto, com queixo branco, e machos adultos possuem o escroto de cor azul. Pode pesar até 10 kg. Bandos consistem de um macho adulto e várias fêmeas e adolescentes, tendo até 17 indivíduos por grupo. Fêmeas dão à luz a um único filhote por vez a cada três anos. A maturidade sexual é alcançada com 4 anos de idade, e podem viver até 31 anos.
A espécie está em extinção devido à perda de habitat e caça.
São reconhecidas duas subespécies:
- Cercopithecus preussi preussi
- Cercopithecus preussi insularis